# The Sequel to the Diamond From the Sky
The Sequel to the Diamond from the Sky (também conhecido como The Fate of the Child e The Gypsy's Trust) é um seriado estadunidense de 1916, dirigido por Edward Sloman e estrelado por William Russell e Rhea Mitchell. O filme, produzido pela American Film Company, é uma sequência do popular seriado The Diamond from the Sky, e foi feito para ser apresentado em 4 episódios ou como um único filme. Atualmente este seriado é considerado perdido.

## Elenco

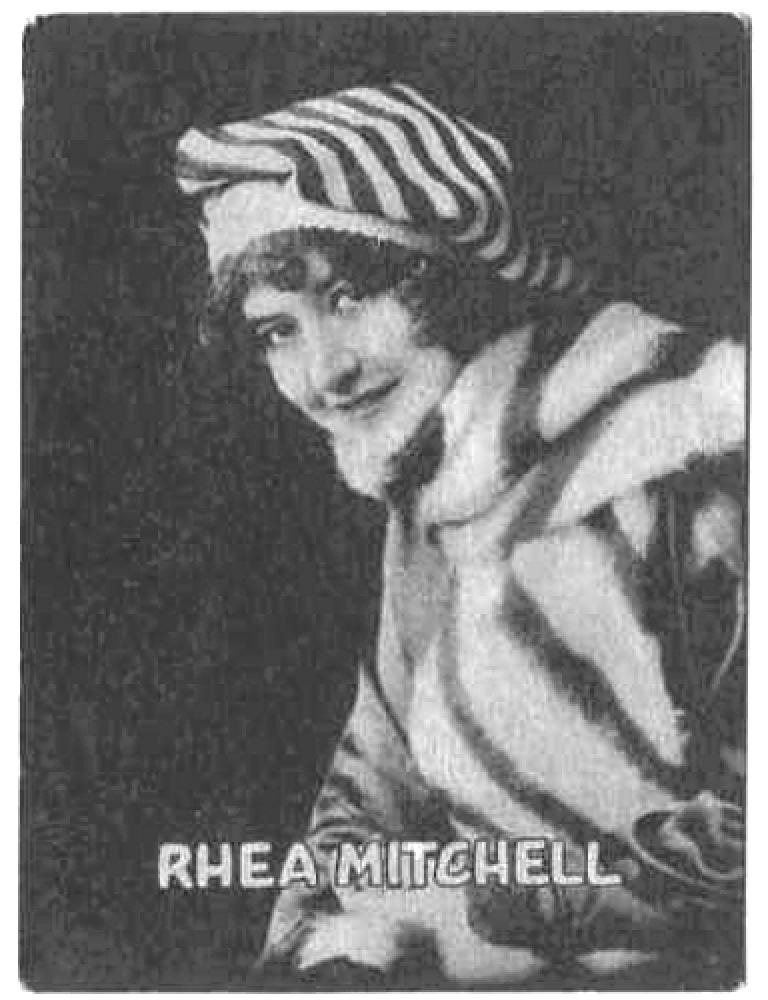
Rhea Mitchell, atriz de Sequel to the Diamond from the Sky.

- William Russell – Arthur
- Dodo Newton – Pequeno Arthur
- Rhea Mitchell – Esther Stanley
- Charlotte Burton
- William Tedmarsh
- Orrall Humphrey
- Vivian Marston
- Ward McAllister
- Blair Stanley

## Capítulos
1. Fate and Death
2. Under Oath
3. Sealed Lips
4. The Climax.